# 毫升
毫升（英語：milliliter，/ˈmɪl.əˌli.t.ər/，縮寫為ml），又稱公撮，是容量計量單位，相當於立方公分。毫升本身不是國際單位制（SI）單位，但被接受與SI合併使用。

## 換算
- 1立方厘米＝0.001立方分米
- 1毫升＝0.001公升
- 1毫升＝1立方厘米
- 1公升=1000毫升
- 1公升＝1000立方厘米=1立方分米
- 1微升＝1立方毫米
- 1毫升=1000微升